# Li Hui-jun
Li Hui-jun (* 12. Mai 1999) ist eine taiwanische Leichtathletin, die sich auf den Speerwurf spezialisiert hat und aktuell Inhaberin des Landesrekordes ist.

## Sportliche Laufbahn
Erste internationale Erfahrungen sammelte Li Hui-jun bei Asienmeisterschaften 2017 in Bhubaneswar, bei denen sie mit 54,39 m den sechsten Platz belegte. Anschließend schied sie bei der Sommer-Universiade in Taipeh mit 47,82 m in der Qualifikation aus. 2018 gewann sie bei den Juniorenasienmeisterschaften in Gifu mit 55,36 m die Goldmedaille vor der Japanerin Takemoto Sae und qualifizierte sich damit für die U20-Weltmeisterschaften in Tampere, bei denen sie mit 51,49 m im Finale Achte wurde. Ende August nahm sie erstmals an den Asienspielen in Jakarta teil und belegte mit 54,83 m den fünften Platz. Im Jahr darauf wurde sie bei den Asienmeisterschaften in Doha mit einer Weite von 52,93 m Achte und 2023 gelangte sie bei den Asienspielen in Hangzhou mit 51,54 m auf Rang neun. 2ß25 belegte sie bei den Asienmeisterschaften in Gumi mit 51,66 m den neunten Platz.
In den Jahren 2018 und 2024 wurde Li taiwanische Meisterin im Speerwurf. Sie ist Studentin für Sportwissenschaften an der National Taiwan Sport University.